# 縣 (法國)

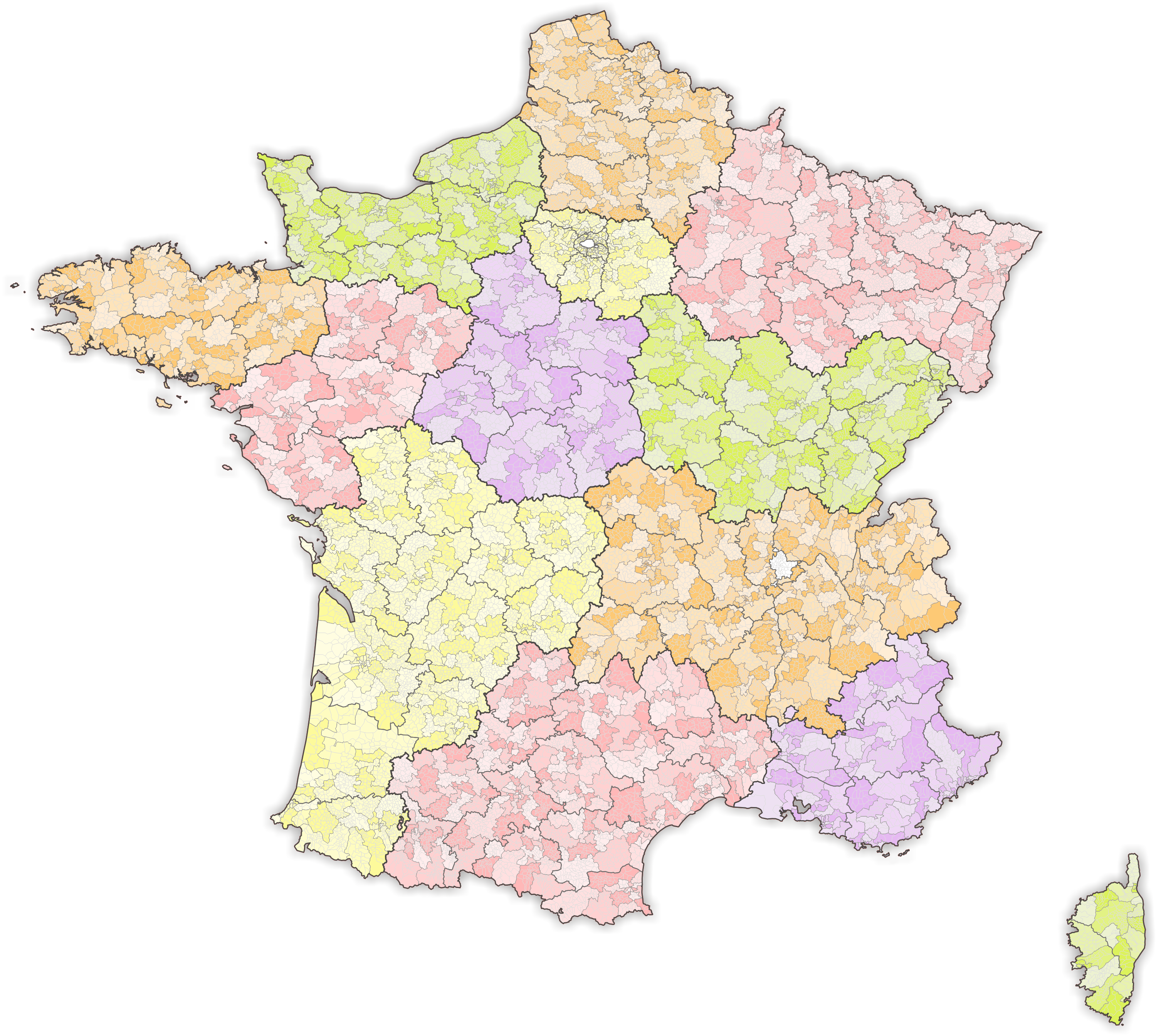
法國本土县份

縣（法語發音：[kɑ̃tɔ̃] ⓘ）是法国的省级选区，也是曾经区与市镇之间的行政区。2013年5月17日法律颁布之后，县的行政区属性被取消。2015年之后，县不再是行政区，而是仅作为省级选区存在。

## 职责与管理
县并没有法定的行政地位，各縣的功用实质上是共组成一个选举网（即实际上是选区），在县级选举中，每一个县推选出一名在省委员会中代表该縣的委员。（而巴黎是一个例外，因为巴黎并不存在县级的行政划分；不过反言之，巴黎20个区也可以在选举的意义上看作是“县”）在城市区帶，一个市镇往往涵盖几个县。而在乡村地区，一个縣通常由数个小市镇形成，因而主要的行政部门（例如交警队）一般设在縣政府所在地。
各县同时也作为一审法院的驻地，而构成了一个司法区塊。历史上，县也被称为“治安裁判”（justices de paix）。
一个县通常包含数个市镇，例如蓬塔穆松县即包含24个市镇；不过反之，一个市镇亦可划分出数个县，例如斯特拉斯堡即有6个县，每个县只对应斯特拉斯堡市的一部分。在2014年法国县份重划之前，县是区（arrondissement）之下的行政区，范围在区之内。此次县份重划之后，区与县不再有上下级关系对应，范围也不再是包含关系，一个县可以占多个区的各自一部分，例如布鲁县即占沙托丹区与诺让勒罗特鲁区的各自一部分，而县份重划之前的布鲁县则是在沙托丹区之内。

## 历史
各縣于1790年与省同时由领土划分委员会建立，它们初始被重组为专区（district）；然后，随着后者于1800年被取消而归为省。
縣于1790年初创的时候数量为每个省40到60个，远远高于今天。共和国历九年雨月八日（1801年1月28日）的法律，题名《旨在减少治安裁判之数量》，将其严格地减少到30至50个。第一批政府任命的省长被要求在自己的省内重新分排各縣所属市镇。这些列表经政府许可后，出版于1801年—1802年的法律通告上，并作为法国各縣的劃分依据，一直沿用至今。
自从1800年来，一些人口太少的县陆续被裁减，同时在那些人口增长迅速的地域，主要是城市區帶，則再新設一些縣。总地来说，它们的数量有显著的上升。

## 统计
省与省之间縣的数量各有不同，贝尔福地区省有15个，而北部省有79个。2004年在法国总共有4039个县，其中156个位于海外。马约特岛，其行政地位接近于省，也划分为19个縣。
2013年5月採納的一項新法律大幅縮減縣的數目。該法律於2015年3月省選舉時生效，把縣的數目從4千餘個大減至2,054個。